# Canzoni d'amore nascoste
Canzoni d'amore nascoste è la seconda raccolta di brani riarrangiati del cantautore italiano Fabrizio Moro, pubblicata il 20 novembre 2020 dalla sua etichetta indipendente "La Fattoria del Moro" e distribuita da Believe.

## Descrizione
Composta da 11 brani, la raccolta contiene due inediti, Nun c'ho niente, dal testo completamente in dialetto romanesco, che sarà parte della colonna sonora del suo primo film Ghiaccio, in uscita nel 2021, e Voglio stare con te, uscito come terzo singolo. In essa, inoltre, sono presenti altre 9 canzoni d'amore del cantautore ricantate, risuonate e riarrangiate. Tra queste, L'illusione viene proposta in duetto con Andrea Febo, con cui Moro aveva già collaborato in passato nella scrittura di canzoni, come nel caso di Non mi avete fatto niente.

## Tracce
Testi e musiche di Fabrizio Moro, eccetto dove indicato.
1. Melodia di giugno – 3:31
2. Domani – 2:51
3. Nun c'ho niente – 3:39 (musica: Fabrizio Moro, Danilo Molinari)
4. Il senso di ogni cosa – 3:44
5. Canzone giusta – 3:53
6. Sangue nelle vene – 3:16
7. Intanto – 3:09 (musica: Fabrizio Moro, Roberto Maccaroni, Danilo Molinari)
8. 21 anni – 3:46
9. Voglio stare con te – 3:16 (Fabrizio Moro, Andrea Febo)
10. L'illusione (sempre w l'amore) (feat. Febo) – 4:03 (Fabrizio Moro, Andrea Febo)
11. Non è la stessa cosa – 3:35

## Classifiche
| Classifica (2020) | Posizione massima |
| ----------------- | ----------------- |
| Italia            | 4                 |